# Dulitgrodmun
Dulitgrodmun (Batrachostomus harterti) är en fågel inom familjen grodmunnar.

## Utseende och läte
Dulitgrodmunnen är en stor grodmun, med ordentligt med borst i ansiktet och lysande vita fläckar på vingarna. Liknande arten större grodmun återfinns normalt på lägre höjd. Dulitgrodmunnen har även bredare vita fläckar (ej tydligt avgränsat trekantiga), kraftig ljus bandning på strupen och genomgående mörkare fjäderdräkt. Sången består av ett lågt, ekande och melankoliskt "hooooo’m". Bland lätena hörs även olika skall, som ofta avges parvis.

## Utbredning och systematik
Fågeln lever i bergstrakter i norra och centrala Borneo. Den behandlas som monotypisk, det vill säga att den inte delas in i några underarter.

## Levnadssätt
Dulitgrodmunnen förekommer i bergsskogar på mellan 600 och 1200 meters höjd.

## Status och hot
Arten har ett stort utbredningsområde, men tros minska i antal, dock inte tillräckligt kraftigt för att den ska betraktas som hotad. Internationella naturvårdsunionen IUCN listar arten som livskraftig (LC).

## Namn
Fågelns vetenskapliga artnamn hedrar den tyske ornitologen Ernst Hartert (1859-1933). Dess svenska namn kommer av berget Dulit i norra Sarawak, Malaysia.